# Danilo Carando
Danilo Ezequiel Carando (Dalmacio Vélez Sarsfield, Provincia de Córdoba, Argentina; 5 de agosto de 1988) es un futbolista argentino. Juega como delantero y su primer equipo fue Ñublense de Chile. Actualmente milita en Universidad César Vallejo de la Liga 2 del Perú.

## Trayectoria
Danilo Carando inició su carrera en las divisiones inferiores de Talleres de Córdoba, cuyo equipo principal era dirigido por el DT Ricardo Gareca, aunque solo jugó allí los torneos juveniles de AFA y en la primera local. 
En 2009 debuta como profesional en Ñublense, en la primera división de Chile, compartiendo la delantera con su compatriota Gabriel Rodríguez. 
En el año 2010 se marcha a Rumania, para jugar por el club Astra Ploiești junto con el delantero uruguayo Diego Silva.
En el año 2012 ficha por el recién ascendido Sportivo Carapeguá, de la primera división de Paraguay. 

### Oriente Petrolero
Tras observarlo en un partido contra Cerro Porteño, el entrenador Erwin Sánchez lo convoca para jugar en el club Oriente Petrolero. Luego, de la mano del entrenador argentino Roberto Pompei, se convierte en el máximo goleador de la temporada 2012-2013, obteniendo también el subcampeonato nacional y la clasificación a la Copa Libertadores 2014, convirtiendo 17 goles en la temporada (15 en el torneo local y 2 en la Copa Sudamericana). Además jugó la Copa Sudamericana 2013 donde le anota 2 goles a Guarani.
Posteriormente se vincula al club Estudiantes Tecos, en México. Fue el tercer refuerzo del club azteca luego de Mateo Fígoli y Juán Ezequiel Cuevas. Personalmente no le fue bien, jugando solo 6 partidos sin poder anotar algún gol.
En el año 2014 llega al club Liga de Loja, Ecuador, donde se destaca como uno de los extranjeros más eficaces del fútbol ecuatoriano, con 9 goles y 8 asistencias, logrando la clasificación a la siguiente Copa Sudamericana (DT Álex Aguinaga).

### Real Garcilaso
En el año 2015, arriba al fútbol peruano, consagrándose como uno de los refuerzos más importantes del Real Garcilaso. Bajo el mando del DT argentino Mariano Soso, anota 14 goles en la temporada. Junto con sus compatriotas Brian Sarmiento, y Alfredo Ramúa, conforman un poderoso tridente ofensivo que lleva al 
equipo a instancias finales del campeonato peruano, clasificando nuevamente a torneos internacionales (Copa Sudamericana 2016).

### Al-Ahli Saudi FC
Debido a su gran campaña, el atacante es pretendido por clubes europeos, asiáticos y Sporting Cristal, cuando medios argentinos decían que fichaba por Apollon Limassol de Chipre, terminó fichando por los clubes Al-Ahli, luego siendo prestado a Qatar Sports Club. En la liga de Catar, comparte plantel con su compatriota Emiliano Vecchio, y es dirigido por el ex DT de la selección de Brasil Sebastiao Lazaroni.

### Unión de Santa Fe
A mediados del año 2016 regresa a Argentina con el objetivo de jugar en la primera división de su país en Unión de Santa Fe, aunque no goza de la continuidad deseada.

### Real Garcilaso
En el año 2017 luego de desligarse de Unión, vuelve al fútbol peruano fichando por Real Garcilaso por 2.º periodo en el club, donde se destaca nuevamente como un goleador letal, convirtiendo 19 goles en la temporada. Su equipo obtiene el subcampeonato nacional, logrando la clasificación a la Copa Libertadores 2018. Es elegido, además. en el equipo ideal del torneo por todos los jugadores del país.

### Al Fujairah Sport Club

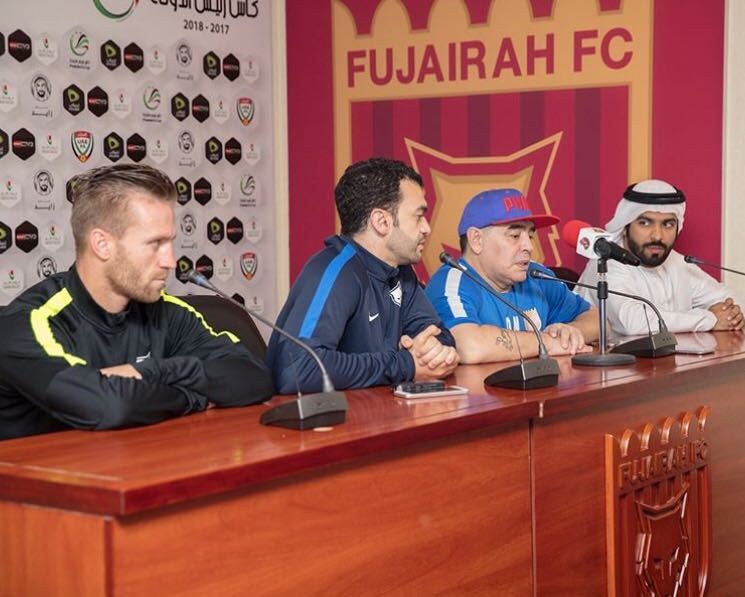
Carando en Al Fujairah

A principios del año 2018 le llega una oferta muy especial: la convocatoria para ser dirigido por Diego Maradona en el Al Fujairah de los Emiratos Árabes Unidos, donde anota 10 goles en 15 partidos, siendo el goleador y la máxima figura del equipo que obtiene el ascenso.

### Universidad Católica
A mediados del año 2018 ficha por la Universidad Católica de Ecuador por 6 meses con opción a renovar a 2 años.

### Real Garcilaso / Cusco FC
Luego de que muchos medios peruanos lo anunciaban como posible fichaje de Universitario, el 19 de diciembre del 2018 se confirmó como nuevo refuerzo de Real Garcilaso, siendo esta su tercera etapa en el club. Debuta en la Copa Libertadores 2019, sin embargo, fue eliminado en primera ronda por Deportivo La Guaira. 
Al año siguiente el club cambia de nombre a Cusco FC, quedándose una temporada más en el cuadro 'imperial' para disputar la Copa Sudamericana 2020.

### SCR Altach
Tras finalizar su contrato con Cusco FC y luego de analizar distintas ofertas, en los primeros día de 2021 se confirma su llegada a SCR Altach de Austria, siendo esta su segunda experiencia en el fútbol europeo.

## Estadísticas
- Actualizado al 9 de agosto de 2025

### Clubes
| Club                               | Div.                | Temporada           | Liga | Liga | Copa Nacional | Copa Nacional | Copa Internacional | Copa Internacional | Total | Total |
| Club                               | Div.                | Temporada           | PJ   | G    | PJ            | G             | PJ                 | G                  | PJ    | G     |
| ---------------------------------- | ------------------- | ------------------- | ---- | ---- | ------------- | ------------- | ------------------ | ------------------ | ----- | ----- |
| Ñublense · Chile                   | 1.ª                 | 2009                | 3    | 0    | -             | -             | -                  | -                  | 3     | 0     |
| Ñublense · Chile                   | Total               | Total               | 3    | 0    | -             | -             | -                  | -                  | 3     | 0     |
| Astra Ploiești · Rumania           | 1.ª                 | 2009/10             | 6    | 1    | -             | -             | -                  | -                  | 6     | 1     |
| Astra Ploiești · Rumania           | Total               | Total               | 6    | 1    | -             | -             | -                  | -                  | 6     | 1     |
| Gimnasia (M) Argentina             | 4.ª                 | 2010/11             | 6    | 0    | -             | -             | -                  | -                  | 6     | 0     |
| Gimnasia (M) Argentina             | Total               | Total               | 6    | 0    | -             | -             | -                  | -                  | 6     | 0     |
| Sportivo Patria Argentina          | 4.ª                 | 2011/12             | 6    | 0    | -             | -             | -                  | -                  | 6     | 0     |
| Sportivo Patria Argentina          | Total               | Total               | 6    | 0    | -             | -             | -                  | -                  | 6     | 0     |
| Sportivo Carapeguá Paraguay        | 1.ª                 | 2012                | 7    | 1    | -             | -             | -                  | -                  | 7     | 1     |
| Sportivo Carapeguá Paraguay        | Total               | Total               | 7    | 1    | -             | -             | -                  | -                  | 7     | 1     |
| Oriente Petrolero · Bolivia        | 1.ª                 | 2012/13             | 39   | 15   | -             | -             | 2                  | 2                  | 41    | 17    |
| Oriente Petrolero · Bolivia        | Total               | Total               | 39   | 15   | -             | -             | 2                  | 2                  | 41    | 17    |
| Estudiantes Tecos · México         | 2.ª                 | 2013                | 6    | 0    | 5             | 1             | -                  | -                  | 11    | 1     |
| Estudiantes Tecos · México         | Total               | Total               | 6    | 0    | 5             | 1             | -                  | -                  | 11    | 1     |
| Liga de Loja · Ecuador             | 1.ª                 | 2014                | 37   | 10   | -             | -             | -                  | -                  | 37    | 10    |
| Liga de Loja · Ecuador             | Total               | Total               | 37   | 10   | -             | -             | -                  | -                  | 37    | 10    |
| Real Garcilaso / · Cusco FC · Perú | 1.ª                 | 2015                | 32   | 10   | 10            | 4             | -                  | -                  | 42    | 14    |
| Real Garcilaso / · Cusco FC · Perú | 1.ª                 | 2017                | 39   | 19   | -             | -             | -                  | -                  | 39    | 19    |
| Real Garcilaso / · Cusco FC · Perú | 1.ª                 | 2019                | 33   | 10   | -             | -             | 2                  | 0                  | 35    | 10    |
| Real Garcilaso / · Cusco FC · Perú | 1.ª                 | 2020                | 27   | 14   | -             | -             | 0                  | 0                  | 27    | 14    |
| Real Garcilaso / · Cusco FC · Perú | Total               | Total               | 131  | 53   | 10            | 4             | 2                  | 0                  | 143   | 57    |
| Al-Ahli Catar                      | 1.ª                 | 2015/16             | 1    | 0    | -             | -             | -                  | -                  | 1     | 0     |
| Al-Ahli Catar                      | Total               | Total               | 1    | 0    | -             | -             | -                  | -                  | 1     | 0     |
| Qatar SC Catar                     | 1.ª                 | 2015/16             | 8    | 2    | -             | -             | -                  | -                  | 8     | 2     |
| Qatar SC Catar                     | Total               | Total               | 8    | 2    | -             | -             | -                  | -                  | 8     | 2     |
| Unión Argentina                    | 1.ª                 | 2016/17             | 2    | 0    | 2             | 0             | -                  | -                  | 4     | 0     |
| Unión Argentina                    | Total               | Total               | 2    | 0    | 2             | 0             | -                  | -                  | 4     | 0     |
| Al Fujairah · EAU                  | 2.ª                 | 2017/18             | 15   | 10   | -             | -             | -                  | -                  | 15    | 10    |
| Al Fujairah · EAU                  | Total               | Total               | 15   | 10   | -             | -             | -                  | -                  | 15    | 10    |
| Universidad Católica · Ecuador     | 1.ª                 | 2018                | 10   | 1    | -             | -             | -                  | -                  | 10    | 1     |
| Universidad Católica · Ecuador     | Total               | Total               | 10   | 1    | -             | -             | -                  | -                  | 10    | 1     |
| SCR Altach · Austria               | 1.ª                 | 2020/21             | 3    | 2    | -             | -             | -                  | -                  | 3     | 2     |
| SCR Altach · Austria               | Total               | Total               | 3    | 2    | -             | -             | -                  | -                  | 3     | 2     |
| Cienciano · Perú                   | 1.ª                 | 2021                | 13   | 5    | -             | -             | -                  | -                  | 13    | 5     |
| Cienciano · Perú                   | 1.ª                 | 2022                | 35   | 16   | -             | -             | 2                  | 0                  | 37    | 16    |
| Cienciano · Perú                   | 1.ª                 | 2023                | 16   | 2    | -             | -             | -                  | -                  | 16    | 2     |
| Cienciano · Perú                   | 1.ª                 | 2024                | 7    | 0    | -             | -             | -                  | -                  | 7     | 0     |
| Cienciano · Perú                   | Total               | Total               | 71   | 23   | -             | -             | 2                  | 0                  | 73    | 23    |
| Deportivo Garcilaso · Perú         | 1.ª                 | 2024                | 15   | 1    | -             | -             | -                  | -                  | 15    | 1     |
| Deportivo Garcilaso · Perú         | Total               | Total               | 15   | 1    | -             | -             | -                  | -                  | 15    | 1     |
| César Vallejo · Perú               | 2.ª                 | 2025                | 13   | 2    | -             | -             | -                  | -                  | 13    | 2     |
| César Vallejo · Perú               | Total               | Total               | 13   | 2    | -             | -             | -                  | -                  | 13    | 2     |
| Total en su carrera                | Total en su carrera | Total en su carrera | 379  | 120  | 17            | 5             | 6                  | 2                  | 402   | 127   |

## Palmarés
| Título                      | Club        | País | Año  |
| --------------------------- | ----------- | ---- | ---- |
| Ascenso a la Liga del Golfo | Al Fujairah | EAU  | 2018 |